# Ancoramar

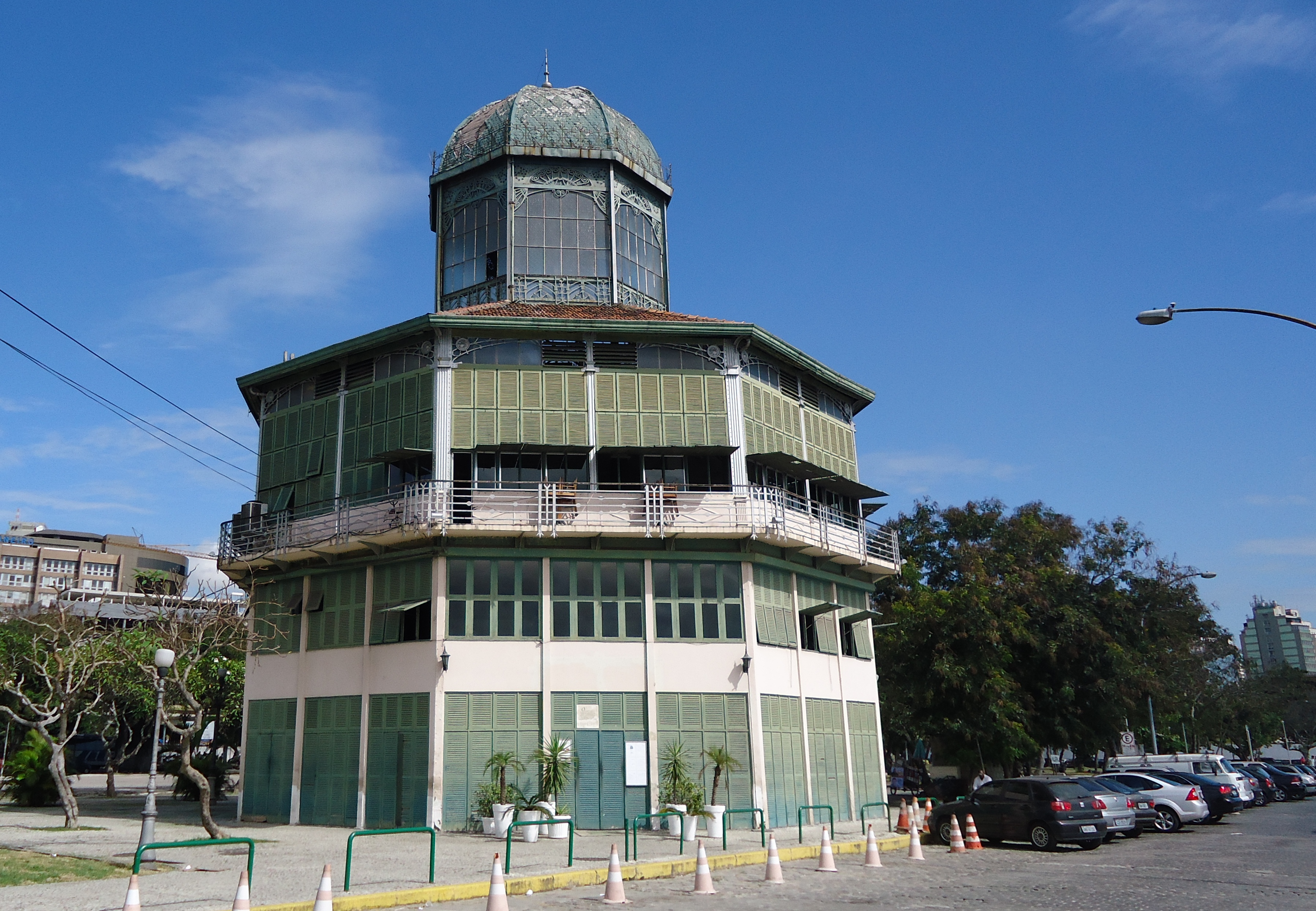
Fachada do Ancoramar, em 2012.

O Ancoramar, antes Albamar, é um restaurante situado no bairro do Centro, na Zona Central da cidade do Rio de Janeiro. Localizado na Praça Marechal Âncora, sua culinária é especializada em peixes e frutos do mar.
O restaurante foi inaugurado em 12 de novembro de 1933. Com um bar sofisticado no térreo e dois andares, o Ancoramar propicia aos clientes uma vista privilegiada para a Baía de Guanabara, tendo recebido diversos prêmios de restaurante com melhor visual da cidade.
O nome Ancoramar é uma homenagem à Praça Marechal Âncora, onde o restaurante está situado. O nome da praça é uma homenagem ao Marechal Aires Antônio de Morais Âncora, um ex-combatente da Guerra do Paraguai.

## História

Exposição Internacional de 1922, com o Mercado Municipal ao fundo, o Ancoramar é a torre da direita na parte detrás.

A fim de organizar o antigo mercado do Largo do Moura, foi inaugurado em 1908 o Mercado Municipal da Praça XV. O complexo possuía planta quadrada, com pavilhões longitudinais e cinco torreões octogonais, sendo que o maior, com relógio, situava-se no centro, enquanto que os quatro menores localizavam-se nos ângulos externos. O antigo Restaurante Albamar foi inaugurado no dia 12 de novembro de 1933 em uma das torres do complexo.

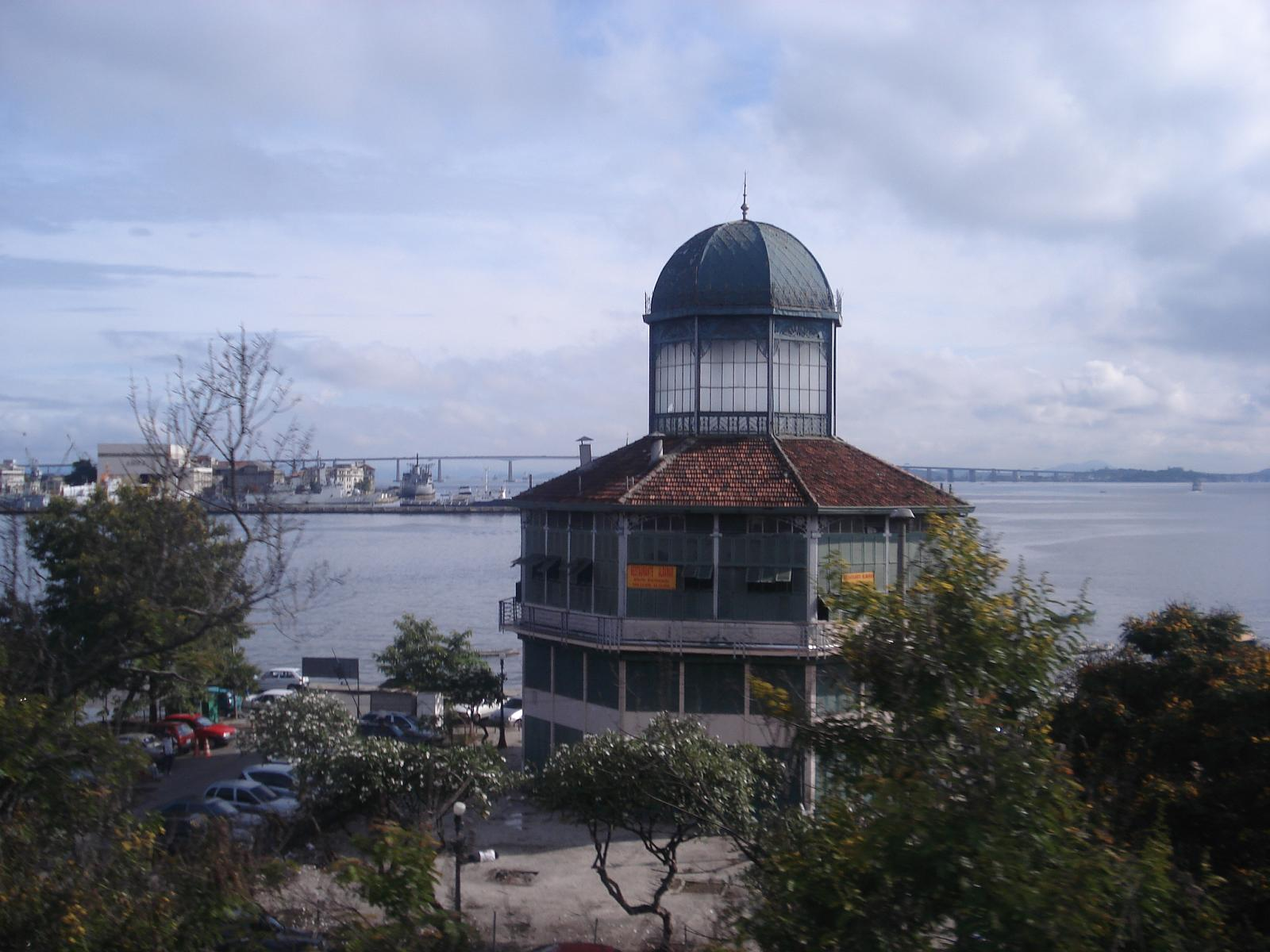
Pavilhão remanescente da demolição do Mercado Municipal, que hoje abriga o Ancoramar.

Nos anos 50, o mercado foi demolido em virtude da construção do Elevado da Perimetral, exceto o pavilhão onde se localizava o Albamar, que fora tombado em 1962 pelo Instituto do Patrimônio Histórico e Artístico Nacional (IPHAN). Em 1964, o interior do restaurante foi reformado seguindo um projeto do arquiteto Roberto da Costa Soares.
Em 2016, após a demolição do Elevado da Perimetral e a revitalização da Praça Marechal Âncora, o restaurante, além de mudar seu nome para Ancoramar, recebeu um bar sofisticado no térreo.